# Gerhard Heil
Gerhard Heil (* 29. März 1869 in Frankfurt am Main; † 2. Dezember 1943 ebenda) war ein deutscher Buchdrucker und Mitglied des Provinziallandtages der Provinz Hessen-Nassau.

## Leben
Gerhard Heil wurde als Sohn des Druckereibesitzers Anton Heil (1840–1915) und dessen Ehefrau Margarete Kilb (1841–1922) geboren und war nach seiner Schulausbildung in der väterlichen Druckerei eingesetzt und dort bis 1929 in der Geschäftsleitung tätig.
Er war politisch aktiv, bildete sich in sozialen und volkswirtschaftlichen Kursen weiter und gehörte zu den Mitbegründern der Frankfurter Zentrumspartei.
Er unterstützte das katholische Vereinswesen und war 1896 in Frankfurt Mitbegründer des Vereins für katholische Arbeitnehmer.
Von 1903 bis 1910 war er 2. Vorsitzender der Frankfurter Zentrumspartei und von 1910 bis 1930 deren 1. Vorsitzender.
Heil gehörte der Frankfurter Stadtverordnetenversammlung an und kandidierte 1919 ohne Erfolg für die Weimarer Nationalversammlung.
1920 erhielt er als Mitglied der Christlichen Volkspartei
ein Mandat für den Provinziallandtag der preußischen Provinz Hessen-Nassau bzw. für den nassauischen Kommunallandtag. Er war Mitglied des Wahlvorschlagsausschusses und stellvertretendes Mitglied des Landesausschusses.
Im Jahr darauf verzichtete er auf eine erneute Kandidatur zu den Kommunallandtagswahlen.

## Öffentliche Ämter
- Vorsitzender des Schiedsgerichts des deutschen Buchdruckervereins im Bezirk Hessen-Nassau und Großherzogtum Hessen